# Commanderie de Palhers
La commanderie de Palhers en Gévaudan était une commanderie appartenant à l’ordre de Saint-Jean de Jérusalem, située dans le village de Palhers, aujourd’hui commune du département français de la Lozère.

## Histoire
En 1291 Richard de Grèzes donne Palhers aux Hospitaliers de l'ordre de Saint-Jean de Jérusalem, installés dans leur commanderie de Gap-Francès. À Palhers va alors se développer une commanderie indépendante à partir du XIIIe ou du XIVe siècle. Cette commanderie est, à l’image de Gap-Francès, une dépendance du grand prieuré de Saint-Gilles, en langue de Provence.
Le commandeur de Palhers avait droit d’entrée aux États particuliers du Gévaudan. Il avait droit de justice, et ainsi possédait des cachots, ainsi qu’une fourche patibulaire.
La commanderie est vendue comme bien national à la suite de la Révolution française. Elle a abrité, peu de temps avant, la congrégation des « filles unies fileuses », qui se déplacèrent sur Mende à la Révolution. Si la chapelle est devenue église paroissiale en 1840, la commanderie elle-même a été laissée à l’abandon. Aujourd’hui il ne reste pratiquement plus rien, si ce n’est un mur de 7 m de haut, vestige des anciens remparts, ainsi qu’une salle voûtée.

## Liste des commandeurs
- 1420 - 1436 : Bertrandon d'Arpajon[3], ensuite commandeur de La Capelle-Livron (1423-1436) puis grand prieur de Toulouse (1436-1448)[4]
- Vers 1598 : Guillaume de Verfeuil
- Vers 1606 - 1608 : Jacques de Berfueil
- Vers 1619 : Gaspard de Villeneuve-Bargemon
- Vers 1643 : Jean de Villeneuve-Bargemon

## Dépendances
Plusieurs prieurés et autres commanderies étaient sous la dépendance de la commanderie de Palhers. Ainsi l’on retrouve :
- le prieuré de Recoules-d'Aubrac en Gévaudan ;
- la commanderie de Lavillatte en Vivarais (membre de la Vilatte, la Villatte). Cette maison de l'Hôpital a d'abord dépendu de la commanderie de Devesset (grand prieuré d'Auvergne) au XIIIe siècle.